# 6-й Можайский переулок
Шесто́й Можа́йский переу́лок — переулок, расположенный в Западном административном округе города Москвы на территории района Дорогомилово.

## История
Переулок был образован 19 июня 1928 года и получил название по близости к Можайскому шоссе, часть которого была позднее включена в Кутузовский проспект.

## Расположение
6-й Можайский переулок проходит от Студенческой улицы на юго-восток до Резервного проезда. Нумерация домов начинается от Студенческой улицы.

## Транспорт

### Наземный транспорт
По 6-му Можайскому переулку не проходят маршруты наземного общественного транспорта. Северо-западнее переулка, на Кутузовском проспекте, расположена остановка «Улица Дунаевского» автобусов м2, м7, н2, 297, 116, 157, 205, 454, 474, 477, 840.

### Метро
- Станция метро «Студенческая» Филёвской линии — юго-западнее переулка, на Киевской улице

### Железнодорожный транспорт
- Киевский вокзал (пассажирский терминал станции Москва-Пассажирская-Киевская Киевского направления Московской железной дороги) — восточнее переулка, на площади Киевского Вокзала
- Станция Кутузово Киевского направления Московской железной дороги — западнее переулка, на пересечении Кутузовского проспекта и Третьего транспортного кольца